# Palmas del Socorro
Palmas del Socorro es un municipio colombiano ubicado en el departamento de Santander, Colombia. Según el censo de 2018, tiene una población de 2535 habitantes.
Forma parte de la provincia Comunera. Sus municipios vecinos son: Socorro, Confines, Guapotá, Chima y Simacota.

## Lugares turísticos
- Templo de la Inmaculada Concepción

Es una figura arquitectónica de esplendor en Palmas y sin nada que envidiarle a otras de la región. El 20 de octubre de 1809 se dictó en la curia Arquidiocesana la creación de la Parroquia de Nuestra Señora de la Concepción del lugar de las Palmas. Después de dos meses llegó el Acuerdo el 13 de diciembre de 1809, en el sentido de que el Virrey había confirmado la erección de la parroquia que se había llamado "La Inmaculada Concepción".
Este templo fue construido en lajas de piedra. En su interior encontramos 3 naves, el púlpito, el balcón en madera y 8 columnas en piedra. El primer párroco lo eligió el pueblo y su nombre fue Isidro Gómez Uribe. Recibió el nombramiento el 16 de noviembre de 1809. Actualmente está el Padre Isaac Prada, quien asiste desde el año 2011 ejerciendo su labor como sacerdote.
- Balneario La Honda

Ubicado vía al Socorro, al borde de la quebrada de su mismo nombre. Lugar que brinda recreación, integración y esparcimiento a sus visitantes.
- Hacienda San Pablo : Ubicado en la Vereda Guayabal, sitio donde el ocio y la cultura se convierte en una  alternativa recreativa para la población donde se pretende que el visitante se divierta aprendiendo acerca de la explotación de cítricos y la pesca deportiva.

- Balneario la Honda :  Yendo por la vía principal que conduce al municipio del Socorro, a 3 km del casco urbano se divisa el Balneario La Honda, el cual posee una piscina de aguas naturales, tomadas de la quebrada La Honda, además cuenta con una infraestructura propia para la comodidad durante la estadía de los visitantes.

Castillo el Horizonte : Saliendo por la vía que conduce de Palmas del Socorro al municipio de El Socorro y luego de transitar 250 metros se toma el ramal destapado que comunica el casco urbano con la Vereda La Chapa, donde se ubica un Castillo construido en el año de 1997 en adobe cocido, de estilo Morisco en su primera planta y de la región de Baviera en Alemania y Suiza en la segunda planta, en sus alrededores hay una tarabita o cablería para lanzarse en recorrido de 300 m por el borde de la peña, además del columpio de vuelo que hace un recorrido de media circunferencia en el vacío de la peña. 
Cueva del Indio: Trasladándonos desde el parador El Macanillo por la vía que conduce a Bogotá 500 metros adelante por el ramal destapado 1 km hasta la finca Monterredondo donde se localiza la cueva del indio formada por aguas subterráneas con un ancho en la entrada de 3 metros por 4 metros de altura y un diámetro interno de 2 metros. Su estructura interna es de estalactitas y estalagmitas rodeada por flora propia de la región como árboles de bambú y caucho. 
La Azufrada : Pasando por el puente las panelas y hasta la escuela Barrohondo donde se divide le camino, tomando la dirección oriente-occidente por ramal que conduce a la vereda la Ensillada, luego de recorrer 8 kilómetros por carretera destapada y camino de herradura atravesando la finca Sabaneta en cercanías a la rivera del río Suárez habiendo observado un admirable paisaje lleno de flora y fauna que resaltan la majestuosidad divina; se encuentra el nacimiento de aguas minerales ricas en azufre, el cual es visitado por propios y turistas para utilizar su agua con fines curativos.
Finca San RAMON: hoy conocida como Finca La Ceiba, fue construida entre 1889 y 1916, y fue testigo silencioso del paso de los libertadores por Palmas del Socorro, Santander. Mientras afuera rugía el movimiento revolucionario, dentro de los muros adobados de la casona reinaba la paz. Desde su fundación en 1785, Palmas del Socorro ha sido hogar de gente trabajadora y honesta, dedicada tanto al cultivo del café, cacao y mandarina, como a velar y preservar las buenas costumbres. La finca La Ceiba en la vereda Guayabal es un hermosos lugar de visitar por turistas y locales, para amanacer en medio del canto de pajaros, caminar en medio cafetales y cacao hace retornar al pasado y compartiendo con la naturaleza, para revivir experiencias, en su casa de barro y en el caney restaurado al estilo de la época, compartir la experiencia de un desayuno con "café de grano" recién tostado o de tertulias al caer la tarde, acompañadas de música de cuerda y una "chucula" batida con molinillo de madera.